# Distrito de Brugg
Brugg é um distrito da Suíça, localizado no cantão de Argóvia. Tem 149,31 km² de área e sua população em 2019 foi estimada em 51.438 habitantes. Sua sede é a comuna de Brugg.

## Comunas
| Brasão      | Comuna      | População (31 de dezembro de 2019) | Área em km2 |
| ----------- | ----------- | ---------------------------------- | ----------- |
| Auenstein   | Auenstein   | 1.605                              | 5.68        |
| Birr        | Birr        | 4.582                              | 5.05        |
| Birrhard    | Birrhard    | 757                                | 2.99        |
| Bözen       | Bözen       | 804                                | 3.95        |
| Bözberg     | Bözberg     | 1.645                              | 15.52       |
| Brugg       | Brugg       | 11.229                             | 6.36        |
| Effingen    | Effingen    | 621                                | 6.85        |
| Elfingen    | Elfingen    | 294                                | 4.23        |
| Habsburg    | Habsburg    | 422                                | 2.23        |
| Hausen      | Hausen      | 3.646                              | 3.21        |
| Lupfig      | Lupfig      | 12.663                             | 5.15        |
| Mandach     | Mandach     | 334                                | 5.55        |
| Mönthal     | Mönthal     | 394                                | 3.93        |
| Mülligen    | Mülligen    | 1.086                              | 3.16        |
| Remigen     | Remigen     | 1.225                              | 7.87        |
| Riniken     | Riniken     | 1.459                              | 4.75        |
| Rüfenach    | Rüfenach    | 841                                | 4.17        |
| Schinznach  | Schinznach  | 2.263                              | 12.23       |
| Thalheim    | Thalheim    | 812                                | 9.91        |
| Veltheim    | Veltheim    | 1.518                              | 5.24        |
| Villigen    | Villigen    | 2.148                              | 11.22       |
| Villnachern | Villnachern | 1.653                              | 5.74        |
| Windisch    | Windisch    | 7.613                              | 4.91        |
|             | Total       | 51.438                             | 149.31      |